# Rutenbergia limbata
Rutenbergia limbata là một loài Rêu trong họ Rutenbergiaceae. Loài này được (Hampe) Besch. miêu tả khoa học đầu tiên năm 1880.